# 抗日：血战上海滩
《抗日：血战上海滩》是由北京欢乐亿派科技有限公司开发的一款第一人称射击游戏，是该公司“抗日三部曲”的第一部（续作《血战缅甸》于2003年3季度发售，计划的第三部《血战钓鱼岛》最终没有开发出版）。游戏以1937年淞沪会战为背景。讲叙主角爱国豪客——华成龙只身来到上海抗日杀敌，最终刺杀日本海军大将长谷川清的故事。共16关。游戏在当时的中国市场引起了轰动，获得好评如潮。但随之而来的盗版泛滥严重影响了开发者的收入，并直接影响到了后续的作品开发。在2005年3月，日本要求成为联合国安理会常任理事国期间，完美时空决定将游戏的完整商业版免费向玩家开放下载。

## 游戏系统
作为为数很少的中国自主开发的射击游戏，“血战”的游戏模式来源于日本世嘉90年代开发的一系列街机光枪射击游戏，如《死亡鬼屋》，《VR特警》，《异形3》等，此类型游戏被统称为‘轨道射击’（Rail Shooter)，特征是玩家控制的角色不能自由移动，如同坐在过山车上一般，只能瞄准击发（街机使用光枪，而“血战”使用鼠标瞄准和装弹，鼠标操作亦不是原创，前述日本街机游戏均有移植到PC的版本，采用同样操作方式，鼠标左键击发，右键装弹）系统会在杀死屏幕中所有敌对角色后按照既定剧本自动移动到新的场景，以推进剧情，并对抗新一轮敌军，在游戏进行到一定阶段则必须消灭战斗力较强的敌方头目（俗称‘打关底’，‘打BOSS’等） - 头目具有高的生命值，固定而强力的攻击方式，且主角必须按特定方法攻击其特定弱点才能将其消灭。相对于当下流行的，主角可自主移动占位并改变视点的现代FPS游戏（一般认为以1998年的《三角洲部队》/《戰慄時空》为开端，以《荣誉勋章》，《決勝時刻》为代表），轨道射击可认为是较落后的游戏机制。
在武器上，主角出场只带有一把毛瑟C96‘驳壳枪’，弹夹装弹10发，拥有无限发子弹。被杀的敌人可能随机掉落威力更强大的特殊武器，如毛瑟步枪（威力大，装弹少，射速慢）、手榴弹（面积杀伤）、汤普森冲锋枪（威力等同手枪，装弹多，射速快，弹药消耗大）、捷克ZB-26式轻机枪（威力大射速快，弹药稀少）、巴祖卡火箭筒（特殊用途，用于消灭缓慢强敌和装甲车辆）以及马克沁二四式重机枪（在剧情固定位置出现，不能携带，威力大且弹药无限），获取的方法则是用枪射击悬浮的武器标志，用键盘数字键可随时切换武器。特殊武器的弹药亦靠同样方式取得。这一点，也同上述的日本街机光枪游戏是一样的。
游戏的敌人有普通日本士兵，还有特殊兵种日本浪人、忍者、军曹、机枪兵、自杀式袭击者、装甲车等，和科幻的，类似于僵尸的“生化兵”。游戏有简单的伤害判定系统，射中头部（或同等要害）对于一般的敌人可一枪毙命，而射击身体其他部位，可能需要数发子弹才能将敌人消灭。特殊兵种的攻击力和生命力都较一般敌兵为高。
游戏用字幕显示角色台词，用语很多充满现代“无厘头”风格。这类科幻，流行和搞笑元素与历史题材的杂糅，灵感应该是来源于《重返德军总部》。

## 游戏关卡
游戏一共有四大关，每个大关下面又分别有四个小关。

### 第一关
| 序号 | Boss     |
| ---- | -------- |
| 1    | 运兵车   |
| 2    | 军曹     |
| 3    | 军曹     |
| 4    | 龟田大佐 |

### 第二关
| 序号 | Boss               |
| ---- | ------------------ |
| 1    | 日军小队长         |
| 2    | 跑马场的日军       |
| 3    | 看押爱国人士的日军 |
| 4    | 强化装甲车         |

### 第三关
| 序号 | Boss             |
| ---- | ---------------- |
| 1    | 坦克             |
| 2    | 坦克             |
| 3    | 日军浪人部队头目 |
| 4    | 日军生化部队     |

### 第四关
| 序号 | Boss             |
| ---- | ---------------- |
| 1    | 无               |
| 2    | 日军忍者部队头目 |
| 3    | 强化重型坦克     |
| 4    | 长谷川清大将     |

## 花絮
游戏的剧情完全是虚构的，而最终头目则指名道姓的使用了真实历史人物长谷川清大将之名。长谷川清历史上曾任日本第三舰队司令长官和台湾总督，但没有直接参加淞沪会战，也没有如游戏中被中国人所刺杀，而是在戰後對日本高層審判中獲釋放，并一直活到战后的1970年。
作为游戏的反派，日本方面的部队编制和武装也并不完全以1937年史实为基础。比如“浪人”、“忍者”都是日本明治维新（1868年）以前的职业，1937年现代化的日军编制中更无此类兵种（尽管理论上可以作为雇佣兵出现）。游戏中的“生化兵”（类似于“生化人”）不仅在二战期间不存在，即便在今天，也只存在于科幻作品中。

## 影响

### 正面
该游戏在中国大陆玩家中的知名度和普及率极高，以至于此游戏在很长一段时间里成为了网吧的电脑必装项目。此外，其主题‘抗日’政治正确且迎合中国人的主流心理。2005年完美时空结合反对日本要求成为联合国安理会常任理事国的行动，宣布该游戏免费下载之后，这一点更为明显。

### 负面
从技术角度而言，其图像和技术水准未达到部分玩家的预期，因而在这些群体中获得了一定差评。尽管在2005年完美时空宣布该游戏免费后，评论者开始忽略游戏的各种技术劣势。
游戏中部分情节（如洗澡的日军可抛掷毛巾杀伤玩家的情节）被认为不符合现实。